# 6. Internationale Sechstagefahrt
Die 6. Internationale Sechstagefahrt fand vom 10. bis 16. August  1924 in Chaudfontaine in Belgien statt.
Erstmals wurde auch um die auf Anregung des niederländischen Motorradverbandes ausgeschriebene Silbervase gefahren. Damit wurde Nationen ohne eigene Motorradproduktion die Teilnahme an einen Länderwettkampf ermöglicht. 
Es starteten 28 Fahrer aus Belgien, Schweden, Norwegen, den Niederlanden und dem Vereinigten Königreich. Am ersten Tag waren zwei Fahrer ausgefallen. Am vorletzten Wettkampftag starteten nur noch 20 Fahrer. Am Ende des letzten Fahrtages wurden noch 16 Fahrer gewertet.
Die einzelnen Tagesetappen starteten und endeten jeweils in Chaudfontaine.
Die britische Mannschaft gewann konkurrenzlos die Trophy-Wertung. Die neu geschaffene Silbervasen-Wertung gewann das norwegische Team.

## Endergebnis
| Platz | Team                                                                                | Punkte |
| ----- | ----------------------------------------------------------------------------------- | ------ |
| 1.    | Vereinigtes Königreich G. S. Arter (James) C. Wilson (Sunbeam) Frank Giles (A.J.S.) | 1954   |

| Platz | Team                                                                                | Punkte |
| ----- | ----------------------------------------------------------------------------------- | ------ |
| 1.    | Norwegen C. Vaumund (Triumph) O. Graff (Husqvarna) J. Juberget (Harley-Davidson)    | 2976   |
| 2.    | Belgien Vidal (F. N.) de Grady (F. N.) Huinen (F. N.)                               | 1996   |
| 3.    | Vereinigtes Königreich G. S. Arter (James) C. Wilson (Sunbeam) Frank Giles (A.J.S.) | 1954   |
| 4.    | Niederlande Flinterman (Sarolea) Hunse van de Sluijs                                | 931    |

Alle Fahrer wurden gemeinsam gewertet. Eine Wertung in den einzelnen Hubraumklassen entfiel.
| Medaille           | Fahrer         | Marke           | Punkte |
| ------------------ | -------------- | --------------- | ------ |
| Große Goldmedaille | Stobart        | Sarolea         | 1000   |
| Große Goldmedaille | O. Graff       | Husqvarna       | 1000   |
| Große Goldmedaille | J. Juberget    | Harley-Davidson | 1000   |
| Goldmedaille       | De Grady       | F. N.           | 998    |
| Goldmedaille       | Vidal          | Sarolea         | 998    |
| Goldmedaille       | Deurvorst      | Harley-Davidson | 995    |
| Goldmedaille       | George         | F. N.           | 993    |
| Goldmedaille       | Conod          | Sarolea         | 987    |
| Goldmedaille       | C. Wilson      | Sunbeam         | 979    |
| Goldmedaille       | Vaumund        | Triumph         | 976    |
| Goldmedaille       | G. S. Arter    | James           | 975    |
| Goldmedaille       | Kershaw        | Omega           | 970    |
| Silbermedaille     | Flinterman     | Sarolea         | 931    |
| Bronzemedaille     | Charlesworth   | Zenith-Gespann  | 850    |
| Bronzemedaille     | "Nuit et Jour" | Rush            | 795    |
| Bronzemedaille     | Bieze          | Harley-Davidson | 713    |

Die Markenwertung gewann Sarolea mit 1998 Punkten vor F.N. mit 1991 Punkten.